# Seven Femenino de Estados Unidos 2014
El Seven Femenino de Estados Unidos de 2014 fue la segunda edición del torneo de rugby 7, fue el segundo torneo de la Serie Mundial Femenina de Rugby 7 2013-14.
Se disputó en la instalaciones del Fifth Third Bank Stadium de Atlanta, Georgia.

## Fase de grupos

### Grupo A
| Equipo         | Encuentros | Encuentros | Encuentros | Encuentros | Tantos  | Tantos    | Tantos     | Puntos |
| Equipo         | jugados    | ganados    | empatados  | perdidos   | a favor | en contra | diferencia | Puntos |
| -------------- | ---------- | ---------- | ---------- | ---------- | ------- | --------- | ---------- | ------ |
| Canadá         | 3          | 3          | 0          | 0          | 90      | 7         | 83         | 9      |
| Australia      | 3          | 2          | 0          | 1          | 55      | 12        | 43         | 7      |
| Estados Unidos | 3          | 1          | 0          | 2          | 41      | 48        | −7         | 5      |
| China          | 3          | 0          | 0          | 3          | 0       | 119       | −119       | 3      |

### Grupo B
| Equipo        | Encuentros | Encuentros | Encuentros | Encuentros | Tantos  | Tantos    | Tantos     | Puntos |
| Equipo        | jugados    | ganados    | empatados  | perdidos   | a favor | en contra | diferencia | Puntos |
| ------------- | ---------- | ---------- | ---------- | ---------- | ------- | --------- | ---------- | ------ |
| Nueva Zelanda | 3          | 3          | 0          | 0          | 71      | 12        | 59         | 9      |
| Inglaterra    | 3          | 2          | 0          | 1          | 56      | 26        | 30         | 7      |
| Irlanda       | 3          | 1          | 0          | 2          | 19      | 78        | −59        | 5      |
| Países Bajos  | 3          | 0          | 0          | 3          | 22      | 52        | −30        | 3      |

### Grupo C
| Equipo | Encuentros | Encuentros | Encuentros | Encuentros | Tantos  | Tantos    | Tantos     | Puntos |
| Equipo | jugados    | ganados    | empatados  | perdidos   | a favor | en contra | diferencia | Puntos |
| ------ | ---------- | ---------- | ---------- | ---------- | ------- | --------- | ---------- | ------ |
| Rusia  | 3          | 3          | 0          | 0          | 90      | 19        | 71         | 9      |
| Japón  | 3          | 2          | 0          | 1          | 33      | 43        | −10        | 7      |
| España | 3          | 1          | 0          | 2          | 40      | 36        | 4          | 5      |
| Brasil | 3          | 0          | 0          | 3          | 17      | 82        | −65        | 3      |

## Fase Final

### Copa de oro
|  | Cuartos de final | Cuartos de final | Cuartos de final |               |           | Semifinales | Semifinales | Semifinales |           |              | Copa         | Copa         | Copa |  |
|  |                  |                  |                  |               |           |             |             |             |           |              |              |              |      |  |
|  |                  |                  |                  |               |           |             |             |             |           |              |              |              |      |  |
|  | Australia        | Australia        | 17               |               |           |             |             |             |           |              |              |              |      |  |
|  | Australia        | Australia        | 17               |               |           |             |             |             |           |              |              |              |      |  |
|  | Inglaterra       | Inglaterra       | 12               |               |           |             |             |             |           |              |              |              |      |  |
|  | Inglaterra       | Inglaterra       | 12               |               | Australia | Australia   | 7           |             |           |              |              |              |      |  |
|  |                  |                  |                  |               | Australia | Australia   | 7           |             |           |              |              |              |      |  |
|  |                  |                  | Canadá           | Canadá        | 17        |             |             |             |           |              |              |              |      |  |
|  | Canadá           | Canadá           | Canadá           | Canadá        | 17        | 26          |             |             |           |              |              |              |      |  |
|  | Canadá           | Canadá           |                  |               |           |             |             |             |           |              |              |              |      |  |
|  | Estados Unidos   | Estados Unidos   | 12               |               |           |             |             |             |           |              |              |              |      |  |
|  | Estados Unidos   | Estados Unidos   | 12               |               |           |             |             |             |           | Canadá       | Canadá       | 0            |      |  |
|  |                  |                  |                  |               |           |             |             |             |           | Canadá       | Canadá       | 0            |      |  |
|  |                  |                  | Nueva Zelanda    | Nueva Zelanda | 36        |             |             |             |           |              |              |              |      |  |
|  | Rusia            | Rusia            | Nueva Zelanda    | Nueva Zelanda | 36        | 26          |             |             |           |              |              |              |      |  |
|  | Rusia            | Rusia            |                  |               |           |             |             |             |           |              |              |              |      |  |
|  | España           | España           | 0                |               |           |             |             |             |           |              |              |              |      |  |
|  | España           | España           | 0                |               | Rusia     | Rusia       | 7           |             |           | Tercer lugar | Tercer lugar | Tercer lugar |      |  |
|  |                  |                  |                  |               | Rusia     | Rusia       | 7           |             |           | Tercer lugar | Tercer lugar | Tercer lugar |      |  |
|  |                  |                  | Nueva Zelanda    | Nueva Zelanda | 24        |             |             |             |           |              |              |              |      |  |
|  | Nueva Zelanda    | Nueva Zelanda    | Nueva Zelanda    | Nueva Zelanda | 24        | 42          |             |             | Australia | Australia    | 22           |              |      |  |
|  | Nueva Zelanda    | Nueva Zelanda    |                  |               |           |             |             |             | Australia | Australia    | 22           |              |      |  |
|  | Japón            | Japón            | 0                |               |           |             |             |             |           |              | Rusia        | Rusia        | 12   |  |
|  | Japón            | Japón            | 0                |               |           |             |             |             |           |              | Rusia        | Rusia        | 12   |  |
|  |                  |                  |                  |               |           |             |             |             |           |              |              |              |      |  |

| Bandera de Nueva Zelanda |
| Campeón Nueva Zelanda    |
| 1º título del circuito   |